# HD 22634
HD 22634，又名CP-66 199，SAO 248842、HR 1104，是一颗恒星，视星等为6.75，位于銀經281.13，銀緯-43.84，其B1900.0坐标为赤經3h 33m 17s，赤緯-66° -43.84′ 46″。